# Na Deribasovskoj khorosjaja pogoda, ili Na Brajton-Bitj opjat idut dozjdi
Na Deribasovskoj khorosjaja pogoda, ili Na Brajton-Bitj opjat idut dozjdi (russisk: На Дерибасовской хорошая погода, или На Брайтон-Бич опять идут дожди) er en russisk-amerikansk spillefilm fra 1992 af Leonid Gajdaj.

## Medvirkende
- Dmitrij Kharatjan som Fjodor Sokolov
- Kelly McGrill som Mary Star
- Andrej Mjagkov
- Mikhail Koksjenov som Kravtjuk
- Juurij Volyntsev som Stjopa